# Lerina incarnata
Lerina incarnata is een beervlinder uit de familie van de spinneruilen (Erebidae).
De wetenschappelijke naam van de soort werd voor het eerst geldig gepubliceerd in 1854 door Walker. Deze vlinder komt van origine voor in Arizona en Mexico.